# André de Cortanze

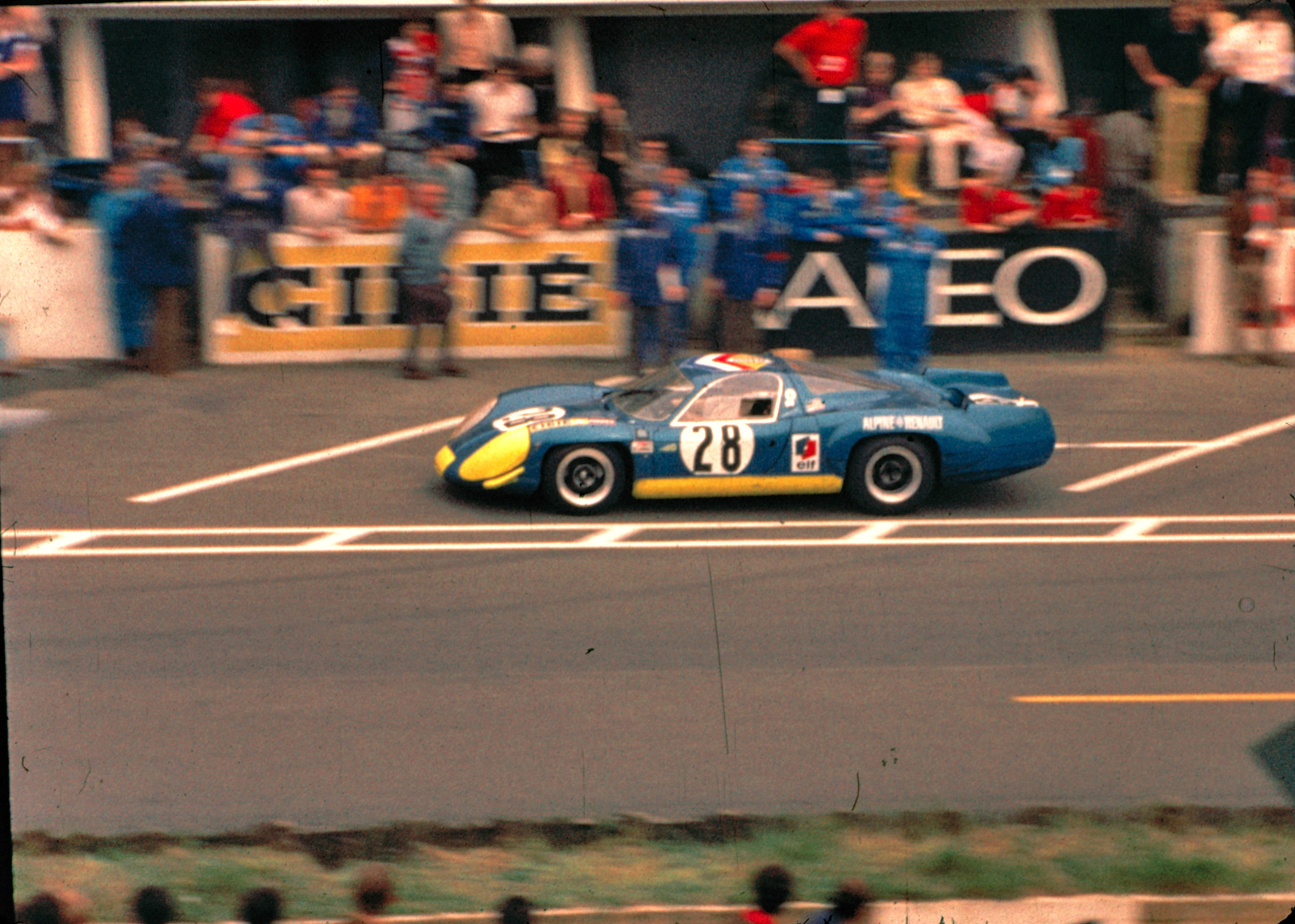
Der von André de Cortanze gefahrene Alpine A220 beim 24-Stunden-Rennen von Le Mans 1969

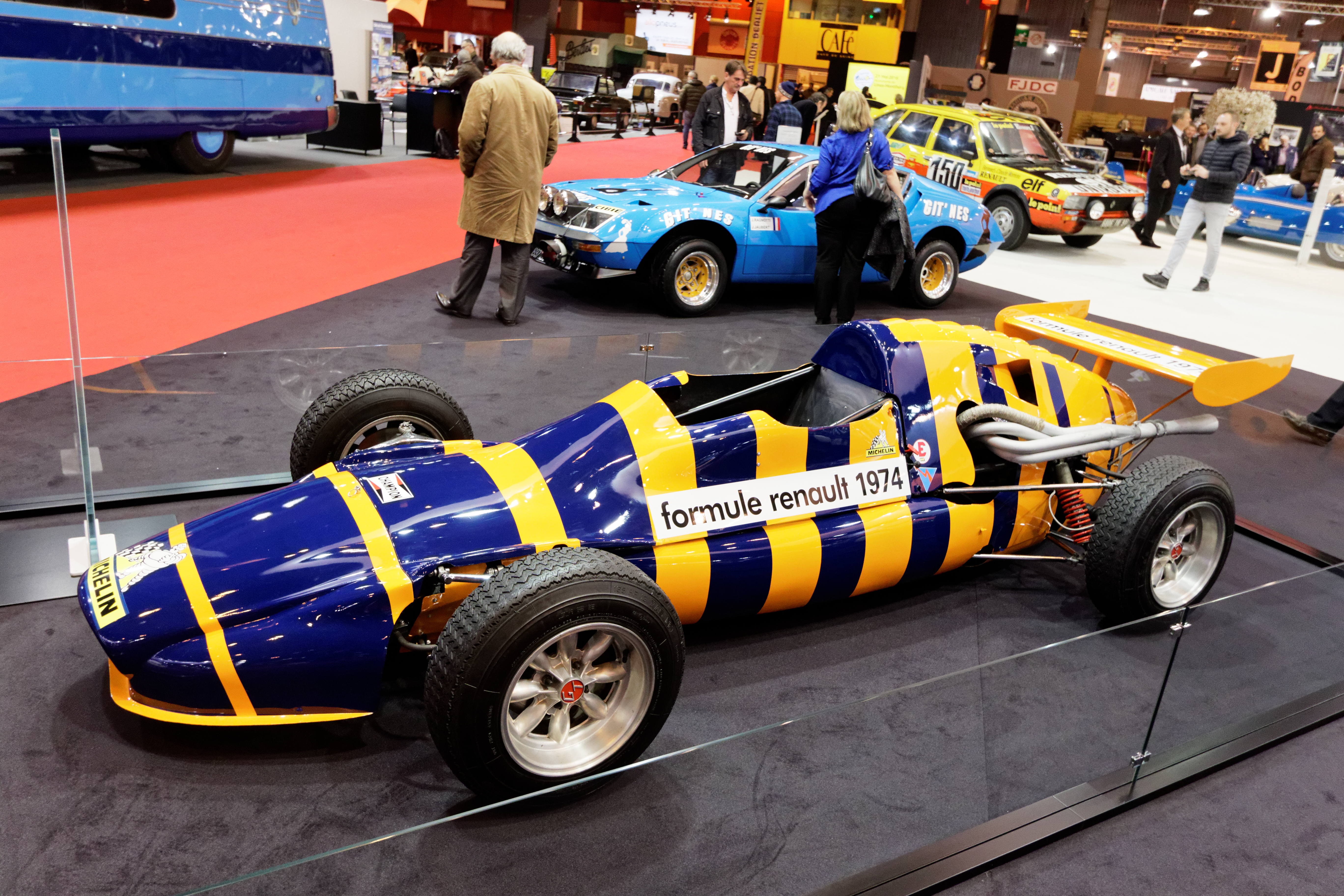
Rennwagenkonstruktionen von André de Cortanze: Alpine A366…

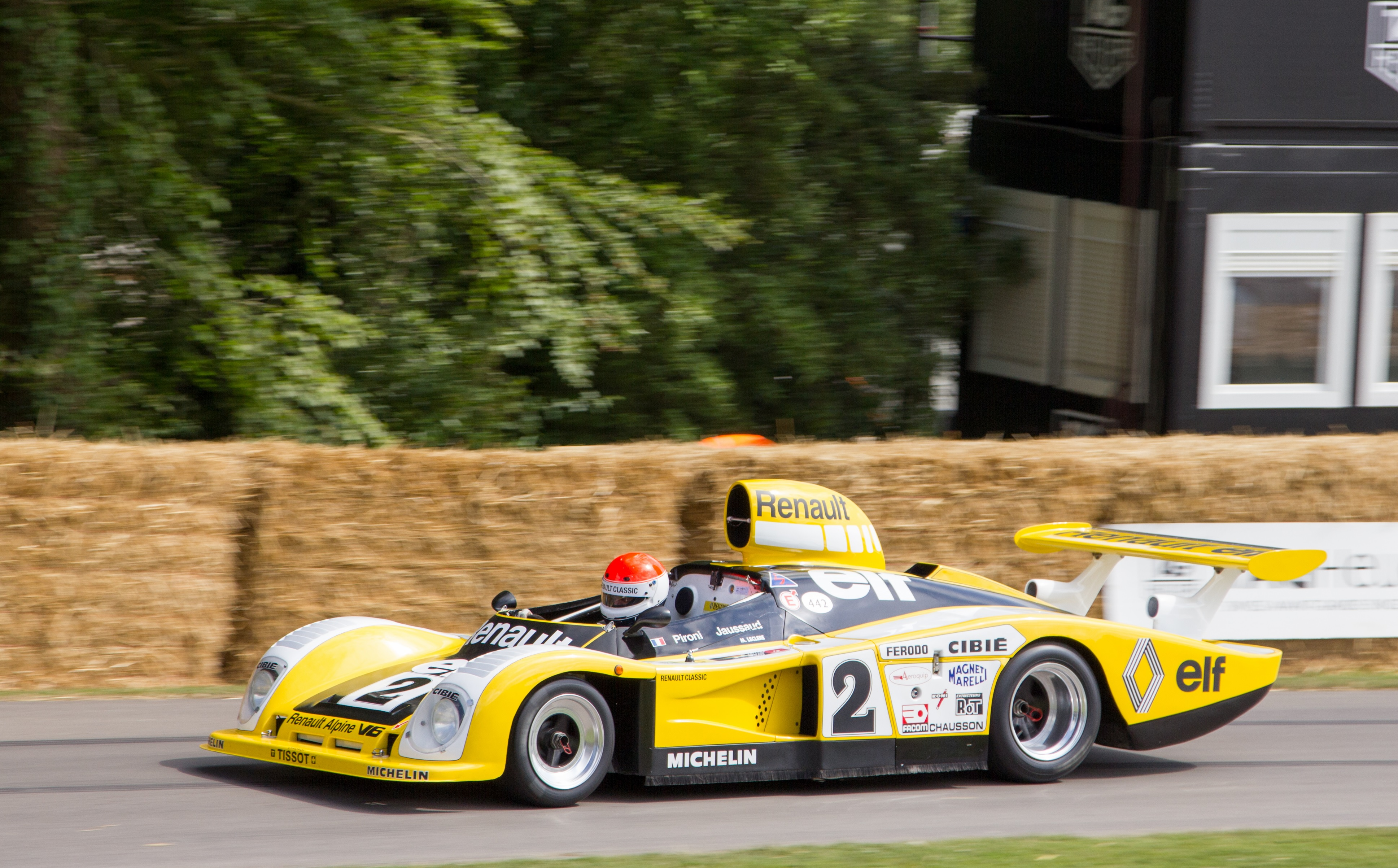
…Alpine A442B…

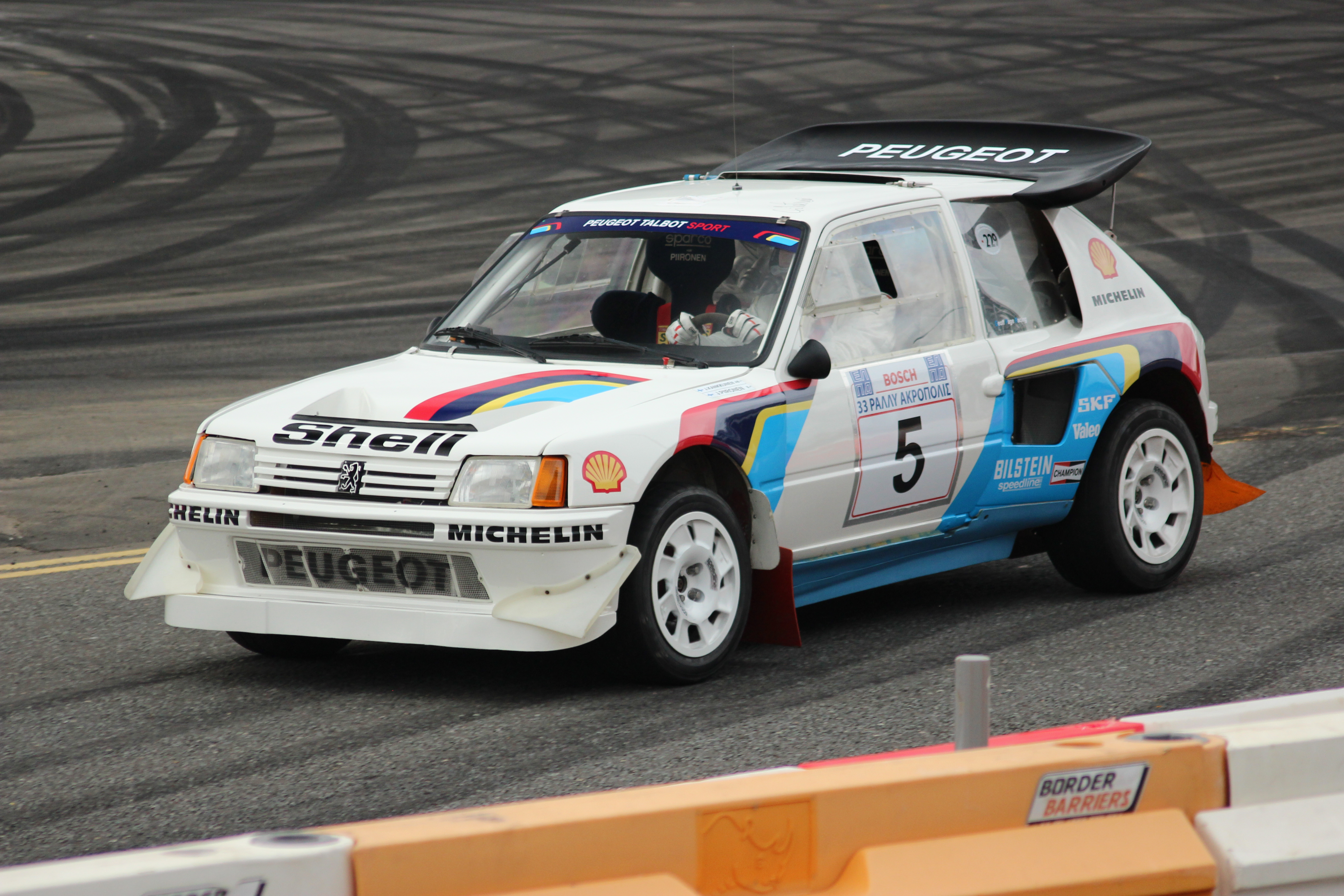
…Rallye-Peugeot 205 T16 Evo 2…

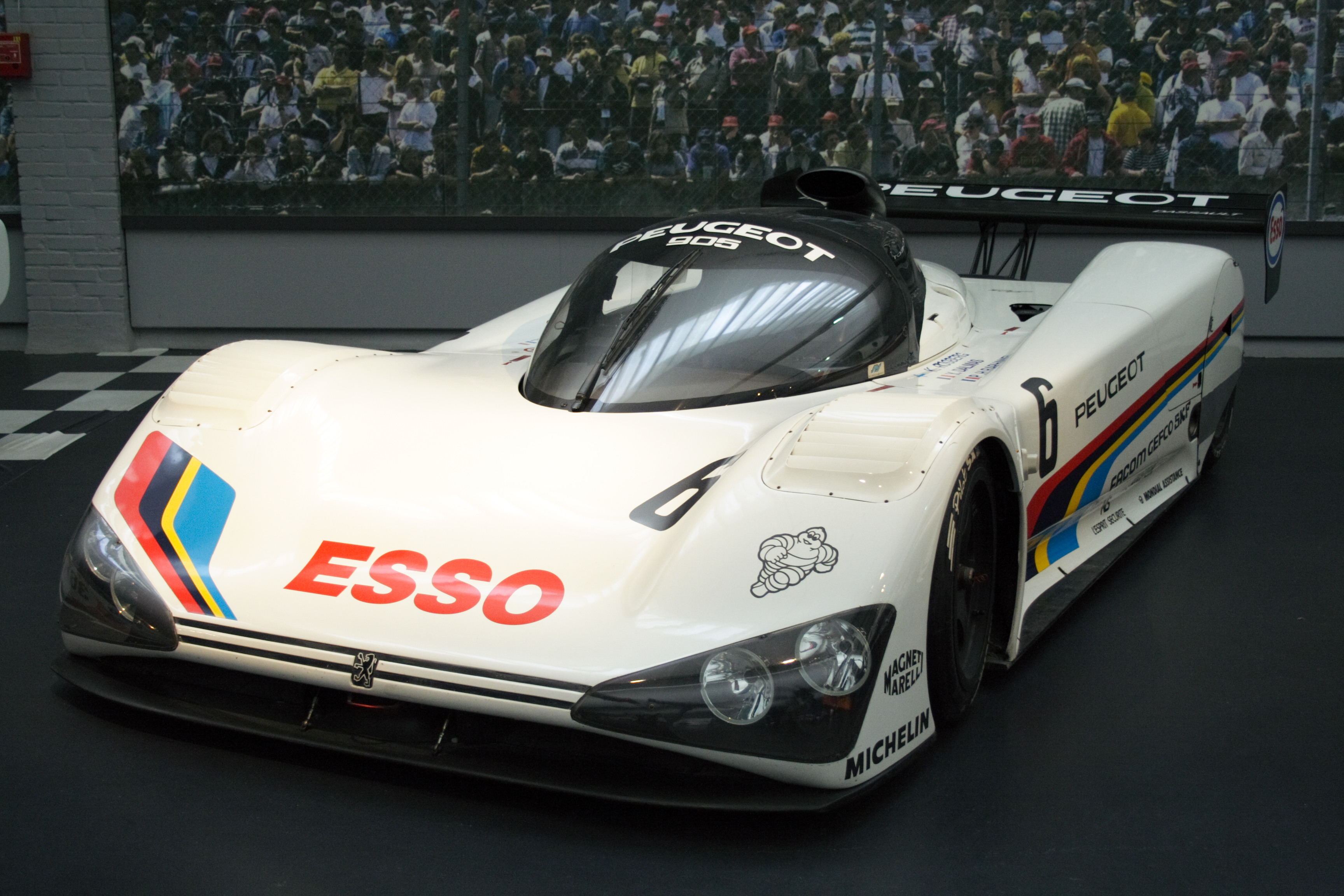
…Peugeot 905…

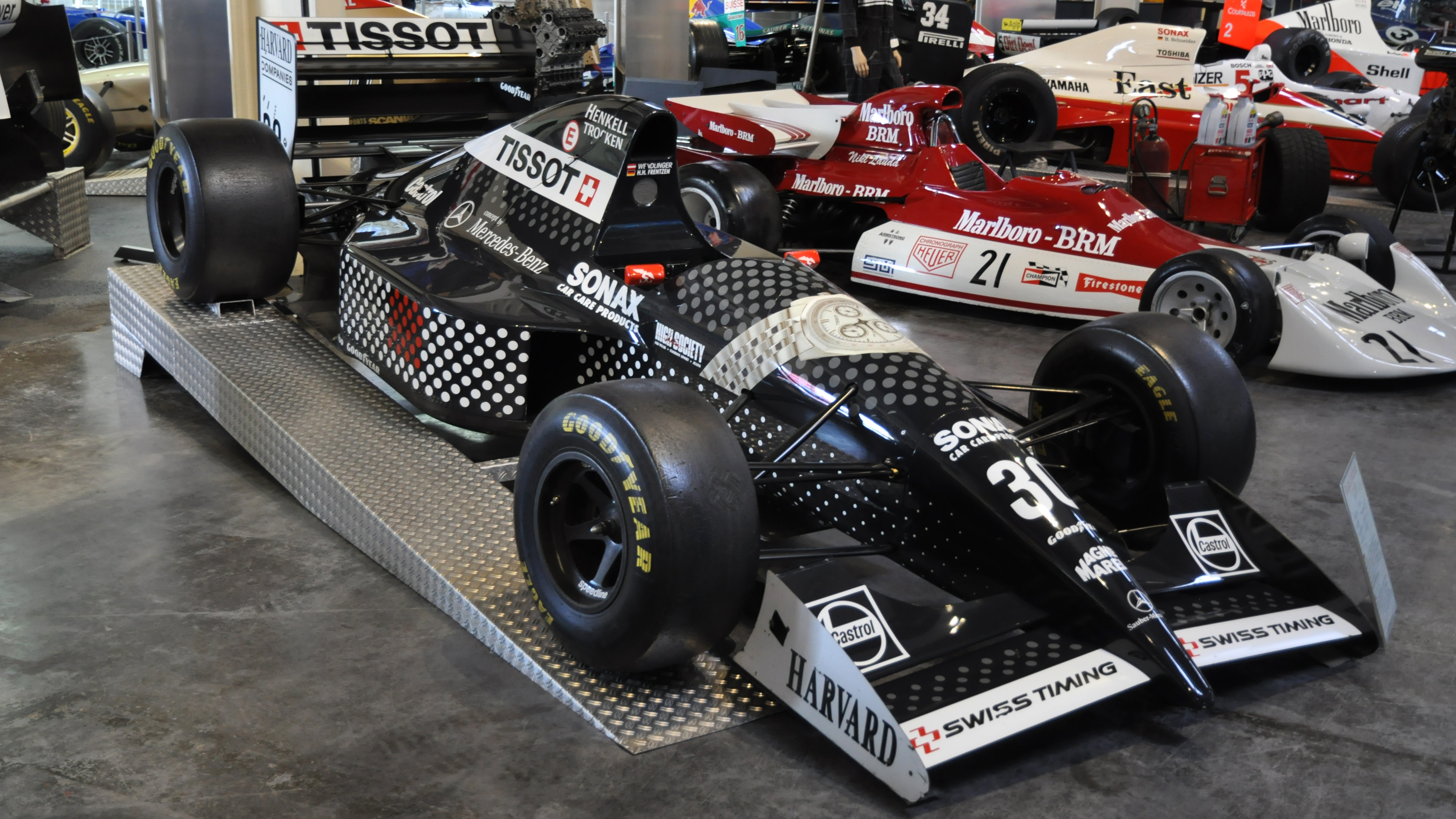
…Sauber C13…

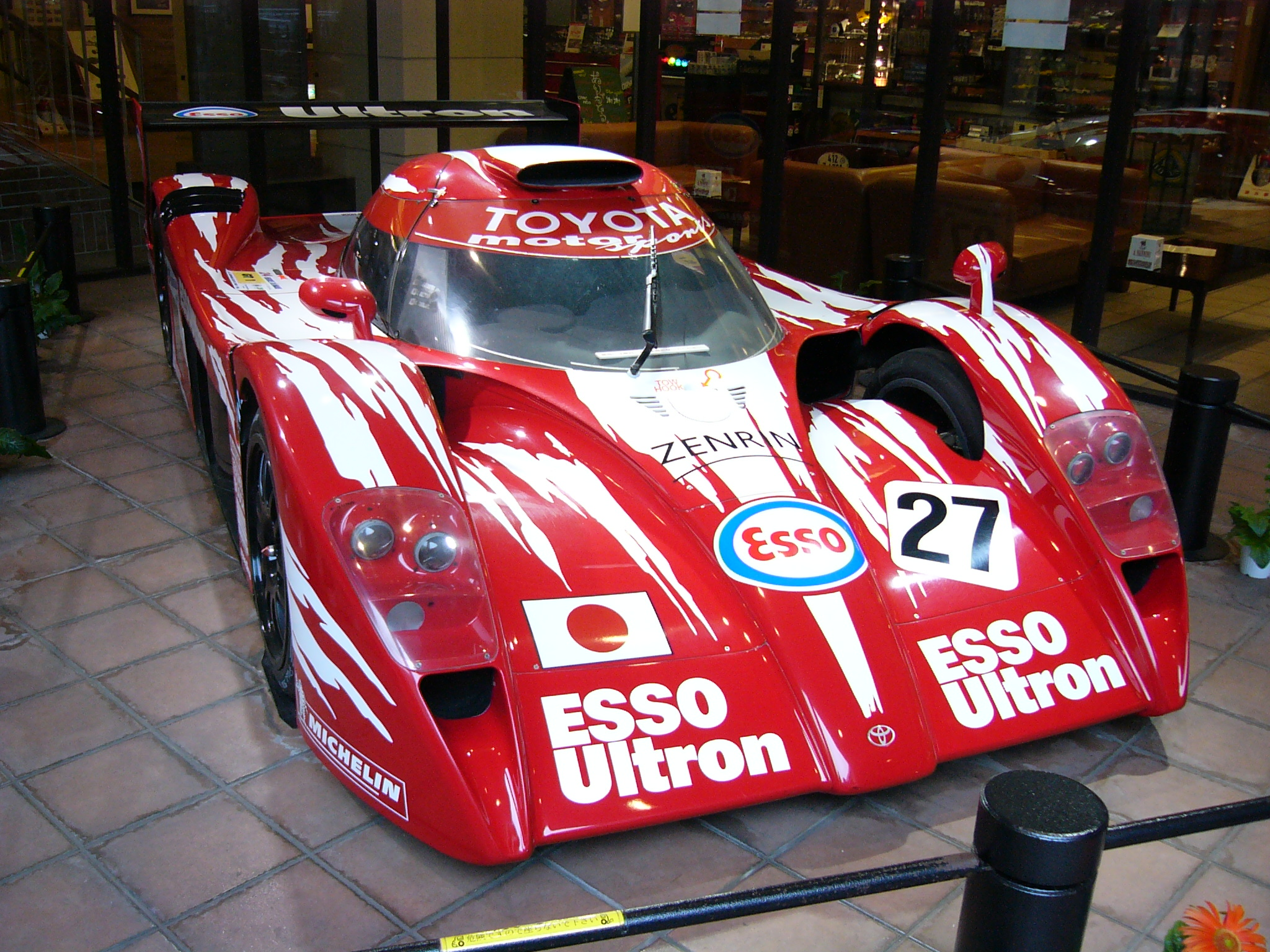
…Toyota GT-One…

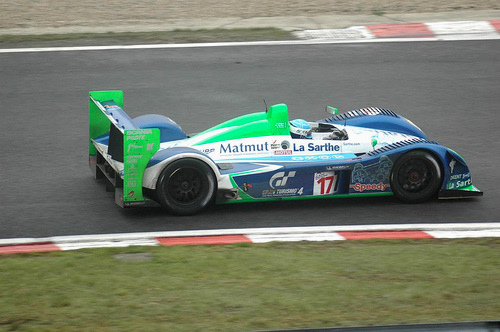
…Pescarolo C60

André de Cortanze (* 30. März 1941 in Paris) ist ein ehemaliger französischer Autorennfahrer, Rennwagenkonstrukteur und Motorsportfunktionär.

## Familie
André de Cortanze ist der Sohn von Charles de Cortanze (1900–1983), der in den 1930er-Jahren Autorennen bestritt und 1938 Gesamtfünfter beim 24-Stunden-Rennen von Le Mans wurde. Seine Mutter, die bei einigen Rennen Beifahrerin seines Vaters war, und seine Schwester arbeiteten in führender Stellung in der Presseabteilung von Peugeot.

## Rennwagenkonstrukteur und Funktionär

### Alpine
André de Cortanze studierte in den 1960er-Jahren Maschinenbau am Institut national des sciences appliquées in Lyon und promovierte 1967. Nach dem Ende des Studiums begann de Cortanze in der Rennabteilung von Alpine als Konstrukteur zu arbeiten. Die kurze Phase als Rennfahrer ging rasch zu Ende und es begann die vier Jahrzehnte dauernde Karriere als international bedeutender Konstrukteur von Rennfahrzeugen. Die Fahrerkarriere war zwar kurz, für viele Piloten die seine Rennwagen fuhren, war er aber immer einer von ihnen.
Die ersten Konstruktionen waren Monopostos der Rennformeln 3, 2- und Renault. Während er am Alpine A330 noch als Teil des Konstruktionsteams arbeitete, waren die A360 und A364 seine ersten Eigenkonstruktionen. Beide Wagenmodelle wurden von Jean-Pierre Jabouille und Patrick Depailler in der Französischen Formel-3-Meisterschaft gefahren. Depailler gewann auf einem A360 die französische Meisterschaft 1971. Mit der de-Cortanze-Konstruktion A367, offizielle Bezeichnung Elf 2J, gewann Jean-Pierre Jabouille 1976 die Formel-2-Europameisterschaft.
Der erste Formel-1-Rennwagen von de Cortanze war der Alpine A500. Der Alpine A500 war der Urprototyp des Renault RS01, mit dem Renault 1977 in die Formel-1-Weltmeisterschaft einstieg. André de Cortanze nutzte für den A500 die Aufhängung des Alpine A442. Der Wagen wurde zwischen Juni 1976 und Frühjahr 1977 von Jean-Pierre Jabouille auf mehreren französischen Rennstrecken eingehend getestet. Die wichtigsten Parameter aus dem Wagen wurden in den RS01 übernommen.
Eine weitere wichtige Konstruktion für Alpine war der Prototyp A442, mit dem Jean-Pierre Jaussaud und Didier Pironi das 24-Stunden-Rennen von Le Mans 1978 gewannen.

### Peugeot Talbot
1981 warb Jean Todt de Cortanze für die Rennabteilung von Peugeot Talbot ab; 1982 nahm de Cortanze die Arbeit dort auf. Während Todt Chef der Rennabteilung war, wurde de Cortanze technischer Direktor. Für Peugeot waren die 1980er- und frühen 1990er-Jahre die erfolgreichsten Motorsportjahre in der Unternehmensgeschichte. 1982 stieg das Peugeot-Talbot-Team am Ende der Saison in die Rallye-Weltmeisterschaft ein. Fahrer waren Stig Blomqvist und Guy Fréquelin; Einsatzwagen der Talbot Sunbeam Lotus. Erfolge stellten sich mit dem Peugeot 205 T16 ein, mit dem Timo Salonen 1985 und Juha Kankkunen 1986 Rallye-Weltmeister wurden. Ab 1987 gewann Peugeot viermal in Folge (einmal Kankkunen, dreimal Ari Vatanen) die Rallye Dakar.
1990 stieg Peugeot mit dem 905 in die Sportwagen-Weltmeisterschaft ein. Konstruiert wurde der Wagen von de Cortanze und dem Designer Gérard Welter, der neben seiner Tätigkeit bei Peugeot mit Welter Racing ein eigenes Rennteam unterhielt. Die Karosserie des Prototyps baute Dassault Aviation. Mit dem 905 gewann Peugeot die Sportwagen-Weltmeisterschaft 1992 und die 24-Stunden-Rennen von Le Mans 1992 und 1993.

### Sauber Motorsport
Nach dem 24-Stunden-Rennen von Le Mans 1993 beendete Peugeot das Sportwagen-Engagement und de Cortanze wechselte zu Sauber Motorsport in die Formel 1. Gemeinsam mit Leo Ress war er für die Entwicklung des C13 verantwortlich, den Karl Wendlinger, Andrea de Cesaris, JJ Lehto und Heinz-Harald Frentzen in der Formel-1-Weltmeisterschaft 1994 fuhren. 1995 folgte der C14. Ende der Saison verließ er das Team, um die Stelle des technischen Direktors bei Ligier anzutreten.

### Toyota Motorsport
Nach einem turbulenten Jahr bei Ligier und vor der Übernahme durch Prost Grand Prix beendete de Cortanze seine Arbeit dort im Streit und nahm ein Angebot von Toyota Motorsport an. Als de Cortanze 1997 zu Toyota kam, war die Entwicklung des Toyota GT-One bereits im Gange. Aus dem halbfertigen Konzept formte er einen richtungsweisenden schnellen, aber erfolglosen Prototyp. Er leitete die von Pech verfolgten Le-Mans-Einsätze 1998 und 1999. 1998 fiel der deutlich führende GT-One von Thierry Boutsen, Ralf Kelleners und Geoff Lees eine Stunde vor Rennschluss nach einem Getriebeschaden aus. Es war einer der vielen glücklosen Auftritte von Toyota in Le Mans. Erst mit dem Sieg von Sébastien Buemi, Kazuki Nakajima und Fernando Alonso im Toyota TS050 Hybrid endete 2018 die sieglose Zeit in Le Mans.
Nach dem Ende des GT-One beim 1000-km-Rennen von Fuji 1999 begann die Arbeit am Formel-1-Projekt, an dem de Cortanze nur mehr am Rande beteiligt war. Sein Vertrag endete im Mai 2001, noch bevor Toyota Racing an der Weltmeisterschaft teilnahm.

### Pescarolo Sport
Nach dem Abgang bei Toyota ging er als Technischer Direktor zum Team seines alten Freundes Henri Pescarolo. Wichtigste Konstruktionen waren der Pescarolo C60 und der C02. Der C60 war ein sehr erfolgreiches Rennwagen-Modell, das auch an Privatteams verkauft wurde. Mitte der 2000er-Jahre dominierte Pescarolo mit dem C60 die Rennen der European Le Mans Series und erreichte auch in Le Mans gute Platzierungen. 2005 waren die C60 im Training schneller als die favorisierten Audi R8. Am Ende erreichten Emmanuel Collard, Jean-Christophe Boullion und Érik Comas den zweiten Gesamtrang, eine Platzierung die im Jahr darauf Sébastien Loeb, Éric Hélary und Franck Montagny einfuhren.
Mit dem Ende der Rennaktivitäten von Pescarolo nach dem 24-Stunden-Rennen von Le Mans 2012 ging de Cortanze in den Ruhestand.

### Elf-Rennmaschine
Elf Aquitaine finanzierte 1978 ein Motorradprojekt mit Achsschenkellenkung. Konstrukteur war André de Cortanze. Die Elf-Rennmaschine mit dem Motor der Yamaha TZ 750 sollte durch ihr geringes Gewicht und eine tiefe Schwerpunktlage wie auch durch die für ein Motorrad ungewöhnliche Lenkung und Trennung von Radführung und Federung anderen Langstreckenmotorrädern überlegen sein. Testfahrten führte Michel Rougerie durch, ein französischer Motorradrennfahrer.
1979 entschloss sich Honda zu einer Kooperation der Rennabteilung mit de Cortanze zur Entwicklung einer Langstreckenrennmaschine mit dem Motor der Honda RSC 1000. So entstand die Elf-e, das e stand für „Endurance“ (Ausdauer). Als Honda das Projekt komplett übernahm, stieg de Cortanze 1984 aus.

## Karriere als Rennfahrer
Die Rennkarriere von André de Cortanze war kurz. Noch während seines Studiums fuhr er Rennen. Seinen ersten Le-Mans-Start hatte er 1966 im Werks-Alpine A210 als Partner von Jean-Pierre Hanrioud. Viermal startete er für Alpine in Le Mans. 1968, als er bereits als Konstrukteur arbeitete, beendete er das Rennen mit Jean Vinatier im A220 als Gesamtachter.
Seine beste internationale Platzierung war der dritte Endrang beim 1000-km-Rennen von Monza 1968, einem Wertungslauf der Sportwagen-Weltmeisterschaft. Laut eigener Auskunft fand er 1970 kein Gefallen mehr am aktiven Rennfahren und beendete die Karriere.

## Fiat 2300 Coupé
André de Cortanze war lange im Besitz eines Fiat 2300 Coupé mit Abarth-Motor. Der Wagen wurde 1966 an ihn ausgeliefert, 2012 aufwendig restauriert und 2016 verkauft.

## Statistik

### Le-Mans-Ergebnisse
| Jahr | Team                           | Fahrzeug    | Teamkollege          | Platzierung | Ausfallgrund |
| ---- | ------------------------------ | ----------- | -------------------- | ----------- | ------------ |
| 1966 | Société des Automobiles Alpine | Alpine A210 | Jean-Pierre Hanrioud | Ausfall     | Wasserpumpe  |
| 1967 | Ecurie Savin-Calberson         | Alpine A210 | Alain LeGuellec      | Rang 10     |              |
| 1968 | Société des Automobiles Alpine | Alpine A220 | Jean Vinatier        | Rang 8      |              |
| 1969 | Société des Automobiles Alpine | Alpine A220 | Jean Vinatier        | Ausfall     | Motorschaden |

### Einzelergebnisse in der Sportwagen-Weltmeisterschaft
| Saison | Team                   | Rennwagen               | 1   | 2   | 3   | 4   | 5   | 6   | 7   | 8   | 9   | 10  | 11  | 12  | 13  | 14  |
| ------ | ---------------------- | ----------------------- | --- | --- | --- | --- | --- | --- | --- | --- | --- | --- | --- | --- | --- | --- |
| 1966   | Alpine                 | Alpine A210             | DAY | SEB | MON | TAR | SPA | NÜR | LEM | MUG | CCE | HOK | SIM | NÜR | ZEL |     |
| 1966   | Alpine                 | Alpine A210             |     |     |     | DNF |     |     |     |     |     |     |     |     |     |     |
| 1967   | Ecurie Savin-Calberson | Alpine A210             | DAY | SEB | MON | SPA | TAR | NÜR | LEM | HOK | MUG | BRH | CCE | ZEL | OVI | NÜR |
| 1967   | Ecurie Savin-Calberson | Alpine A210             |     |     |     | 10  |     |     |     |     |     |     |     |     |     |     |
| 1968   | Alpine                 | Alpine A211 Alpine A220 | DAY | SEB | BRH | MON | TAR | NÜR | SPA | WAT | ZEL | LEM |     |     |     |     |
| 1968   | Alpine                 | Alpine A211 Alpine A220 |     |     |     | 3   |     |     |     |     | DNF | 8   |     |     |     |     |
| 1969   | Alpine                 | Alpine A220             | DAY | SEB | BRH | MON | TAR | SPA | NÜR | LEM | WAT | ZEL |     |     |     |     |
| 1969   | Alpine                 | Alpine A220             |     |     |     | DNF |     | 17  |     | DNF |     |     |     |     |     |     |